# Religion i Sverige

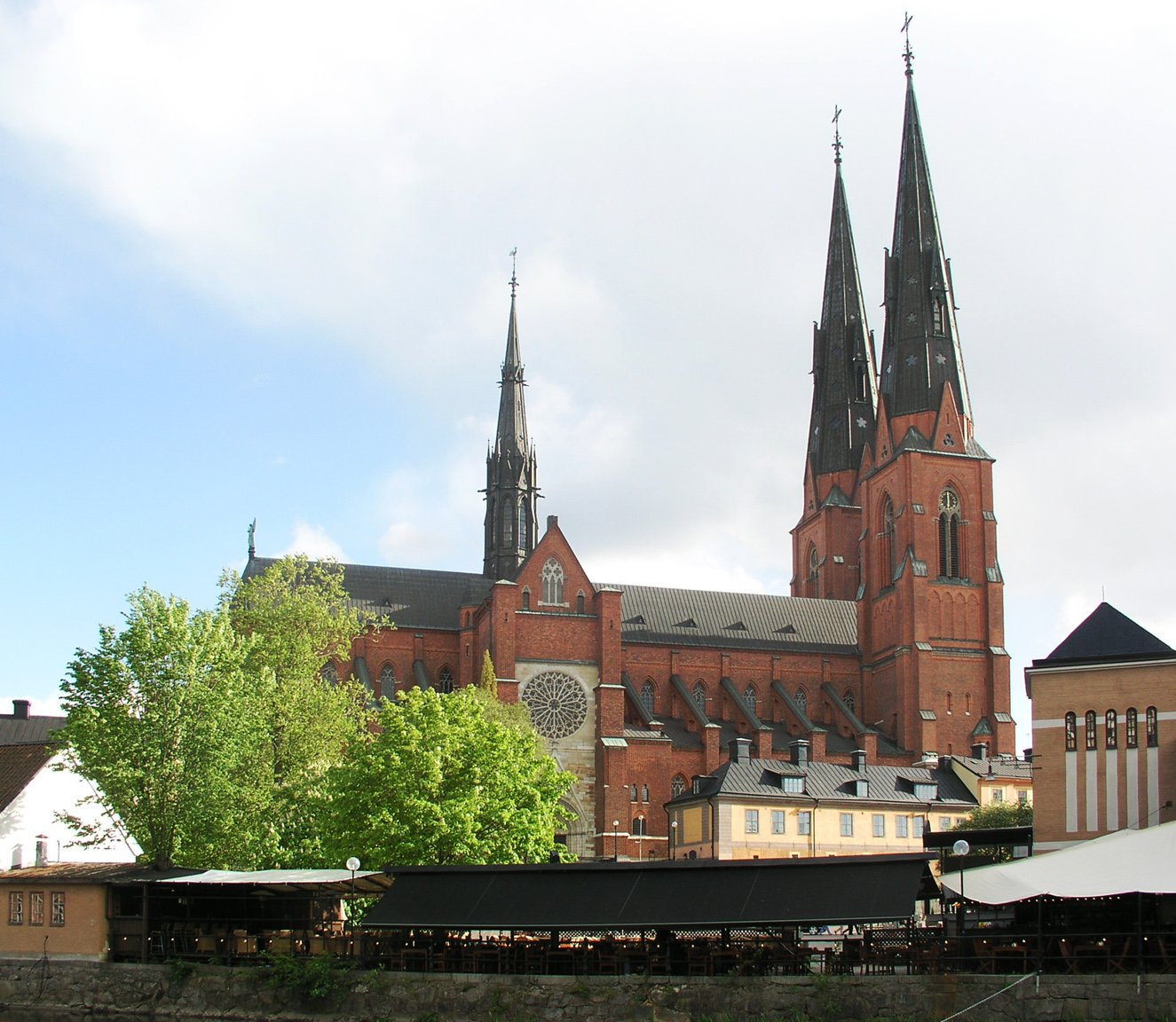
Uppsala domkyrka, säte för Svenska kyrkan.

Sverige har traditionellt räknats som ett kristet land tillhörande den evangelisk-lutherska traditionen. Från år 1593 till 2000 var Svenska kyrkan officiellt statskyrka i Sverige. Idag är Sverige snarare att betrakta som ett sekulärt land, där mindre än hälften är religiöst engagerade eller utövar en religion privat. 
Viss religionsfrihet har funnits i Sverige sedan 1779 års kungliga förordning om "allmän religionsfrihet" gav judar och katoliker rätt att bosätta sig i Sverige utan att konvertera till kristendom. Religionsfrihet är sedan 1809 års regeringsform inskriven i Sveriges grundlag då utländska trosbekännare fick begränsade möjligheter att utöva sin religion i Sverige. Konventikelplakatet från 1726 begränsade dock svenskars rätt till religiösa sammankomster utanför Svenska kyrkan. Det avskaffades 1858, och år 1860 gavs svenska medborgare rätt att lämna Svenska kyrkan och konvertera till andra kristna samfund, vilket legaliserade en rad frikyrkor. Religionsfriheten blev fullständig år 1951 genom en lag som gav rätt att inte tillhöra något samfund, vilket skrevs in i grundlagen med 1974 års regeringsform. Denna religionsfrihet omfattar dock inte alla medborgare. Kungafamiljen är enligt Successionsförordningen hänvisad till att tillhöra Svenska kyrkans evangelisk-lutherska trosuppfattning.

## Historia
Under järnåldern fram till 1000-talet, utvecklades asatro successivt ur tidig Germansk religion till den dominerande religionen. Därefter började Sveriges kristnande, vilket successivt ledde till att den romersk-katolska kyrkan kom att dominera och Sverige inordnades i dess organisation. Från reformationen under 1530-talet fram till år 2000 var landet officiellt lutherskt, där Svenska kyrkan var statskyrkan.  
Svenska Kyrkan har fortfarande en juridisk särställning. Det finns en särskild lag för Svenska Kyrkan där dess status som evangeliskt-lutherskt samfund slås fast samt dess organisation i stift och församlingar. Svenska Kyrkan ska också ha rikstäckande verksamhet. Svenska Kyrkan är fortfarande i denna mening en statskyrka, även om biskoparna inte längre utnämns av regeringen. 

### Fornnordisk religion

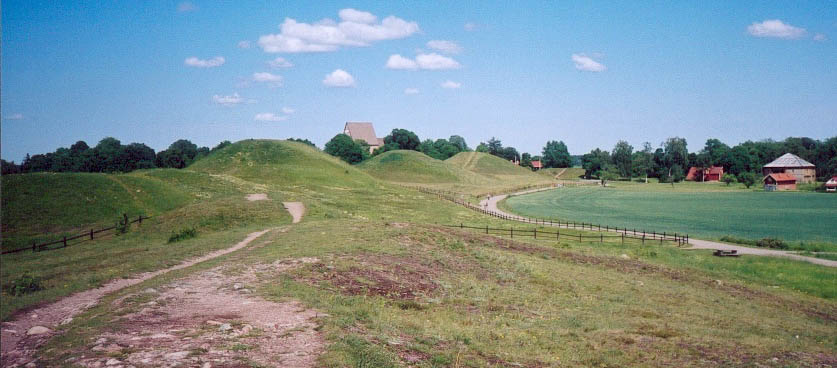
Gamla Uppsala var centrum för tillbedjan tills templet förstördes i slutet av 1000-talet.

Religiös tro kan skönjas på hällristningar från bronsåldern, där solen, djur och fruktbarhet verkar ha haft betydelse i kulten, men entydig dokumentation om den antika religionen saknas. Under järnåldern hade befolkningen haft utländska kontakter och under seklerna före 1000-talet höll svenskarna, likt andra nordbor, fast vid nordisk mytologi och dyrkade asagudar, vilket har vissa paralleller med grekisk/romersk mytologi. Centralhelgedomen var Uppsala tempel. Hur templet såg ut och var det låg  beskrivs knapphändigt i Sagalitteraturen och Saxo Grammaticus Gesta Danorum, samt av Adam av Bremen. Det förstördes troligen av kung Inge den äldre omkring år 1087 i den sista kända striden mellan asatroende och kristna. 
Medan nordisk mytologi som religion officiellt övergavs under Nordens kristnande, levde länge tron på många av dess mytiska och mytologiska väsen, som tomtar, troll och dvärgar kvar i folkliga traditioner i Skandinavien.
Idag finns det åter ett antal personer som utövar modern asatro, bland annat inom Samfundet Forn Sed Sverige (tidigare kallat Sveriges Asatrosamfund).

### Katolska tiden
Kristna missionärer började verka i det blivande Sverige under vikingatiden, varav den förste som blev bekant var Ansgar, som kom till Birka 829. Olof Skötkonung som var den förste kungen över svear och götar, var den förste som man vet lät döpa sig, enligt traditionen år 1008 i Husaby källa, men årtalet är omtvistat. Kristnandet av Sverige var dock en gradvis process, med riksblot och en asatroende kung (Blot-Sven) så sent som på 1080-talet.
Sverige inordnades under medeltiden i den katolska kyrkans organisation, med biskopsdömen och från mitten av 1100-talet en ärkebiskop i Gamla Uppsala, och ett antal kloster byggdes i riket. Under denna tid verkade Heliga Birgitta som kanoniserades 1391. Förhållandet mellan den kyrkliga och den världsliga makten var tidvis omstritt. Under 11–1200-talet erövrades Finland som blev en svensk provins och kristnades med tvång och fick domkyrka i Åbo år 1300.

### Reformationen
Kung Gustav Vasas tjänsteman Olaus Petri hämtade influens från Martin Luther och påbörjade reformationsarbetet i Sverige, med översättning av Bibeln från 1520-talet. Även Mikael Agricola gjorde en Bibelöversättning till finska 1548. Vasa hade själv politiska skäl till att 1527 ta kontrollen över kyrkan och dess egendomar i det nyligen självständiga Sverige.

### Uppsala möte och statskyrkan
Genom Uppsala möte 1593 beslutades att alla svenskar skulle vara medlemmar i Svenska kyrkan. Den enda kyrkliga lära som skulle tillåtas var lutherdom – kalvinism, katolicism och zwinglism förbjöds och den augsburgska bekännelsen antogs. Samhället hölls samman av en förståelse som byggde på tanken om "ett land, ett folk, en religion", och kyrkan hade som uppgift att "utrota och bekämpa alla former av kätteri och villfarelser som hotade Sverige".
Vissa friheter gavs senare till utländska trosbekännare att utöva sin religion i avskildhet. Skälet var att tillåta invandring av utländska experter som gynnade Sveriges ekonomiska utveckling. Efter den franska julirevolutionen 1830 var lättnaden också en del av en våg av liberalism som svepte över Europa. Judar har funnit i Sverige sedan 1600-talet, och enstaka judar fick kungens tillåtelse att utöva sin tro i Sverige under olika perioder på 1700-talet. Judarna fick rättigheter i lag men också begränsningar i Judereglementet 1782, och ytterligare rättigheter i en kunglig förordning ”angående mosaiska trosbekännares skyldigheter och rättigheter i riket” 1838.

### Frikyrkorörelsen
Samtidigt ville svenskar i den pietistiska rörelsen ha frihet att utöva sin fromhet och somliga ställde krav på kyrkans företrädare att de skulle vara "fromma kristna". Någon religionsfrihet för svenskar förelåg inte, utan 1726 infördes tvärtom konventikelplakatet för att stoppa pietismen. På många håll i Sverige fortsatte människor att samlas i hem och utomhus till kristna sammankomster, läsarmöten. En del av dessa läsare blev dömda till fängelse, men trots motståndet kom nya rörelser såsom baptismen. Inte förrän mitten av 1858 avskaffades konventikelplakatet, och andra samfund fick lov att verka. Då växte den svenska frikyrkorörelsen med stor kraft, såsom Svenska Missionskyrkan och även internationella kristna rörelser fick svenska motsvarigheter, såsom Frälsningsarmén. I denna våg av kristen väckelse kom Pingströrelsen som en blandning av nordiska inslag och inspiration från en sådan rörelse som 1907 brutit fram i USA. Även Jehovas Vittnen började verka i Sverige strax efter år 1900.

### Ytterligare religionsfrihet
1 januari 1952 trädde 1951 års religionsfrihetslag i kraft och gav svenska medborgare rätten att fritt gå ur Svenska kyrkan, och rätten att helt avstå från att tillhöra ett samfund. Det tidigare kravet att man måste gå med i ett annat godkänt samfund togs bort. Lagstiftningen gav individen dels rätten att fritt utöva sin religion, dels friheten att slippa bli påtvingad en specifik religiös övertygelse eller ett medlemskap i ett samfund. Religionsfrihetslagen blev upphävd då Lag om trossamfund trädde i kraft den 1 januari 2000. Den nya lagen innebar bland annat att barn som har fyllt 12 år inte kan inträda i eller utträda ur trossamfund utan eget samtycke.
I Sveriges regeringsform kapitel 2 är inskrivet beträffande grundläggande fri- och rättigheter att var och en är tillförsäkrad religionsfrihet, det vill säga frihet att ensam eller tillsammans med andra utöva sin religion.

## Kristendomen i Sverige idag
Sveriges religiösa landskap kan idag sammanfattas i två delvis motstridiga trender, dels en minskning av antalet medlemmar i Svenska kyrkan och äldre frikyrkor och dels en ökning av mångfalden och trossamfund där en stor andel av medlemmarna har migrationsbakgrund. Närmare 50 procent av den svenska befolkningen har i undersökningar uppgett att de tror på någon form av gudomlig makt eller kraft samtidigt som allt färre, omkring 15 procent, tror på en personlig Gud. Omkring 20 procent uppger att de inte tror på något. År 2022 var 52,8 procent av alla svenskar formellt sett medlemmar i den kristna evangelisk-lutherska Svenska kyrkan med en vikande trend. Ytterligare omkring 8 procent av befolkningen är medlemmar i något annat trossamfund, ibland förekommer dubbla medlemskap. Frikyrkliga samfund har exempelvis drygt 300 000 medlemmar, vilket motsvarar omkring 2,9 procent av befolkningen. De största frikyrkosamfunden år 2018 var Equmeniakyrkan, Pingströrelsen och Evangeliska Frikyrkan. 
Religionssociologi kan studeras vid flera universitet och högskolor i Sverige och vid Uppsala universitet finns en professur inom ämnet. Det finns också en Religionssociologisk förening i Sverige som bland annat verkar för religionssociologisk forskning, utbildning och debatt.

### Svenska kyrkan
| 1972 | 8 146 000  | 7 754 784 | 95,2 % |
| 1980 | 8 278 000  | 7 690 636 | 92,9 % |
| 1990 | 8 573 000  | 7 630 350 | 89,0 % |
| 2000 | 8 880 000  | 7 360 825 | 82,9 % |
| 2005 | 9 048 000  | 6 967 498 | 77,0 % |
| 2006 | 9 119 000  | 6 893 901 | 75,6 % |
| 2007 | 9 179 000  | 6 820 161 | 74,3 % |
| 2008 | 9 262 000  | 6 751 952 | 72,9 % |
| 2009 | 9 340 000  | 6 664 064 | 71,3 % |
| 2010 | 9 415 570  | 6 589 769 | 70,0 % |
| 2011 | 9 482 855  | 6 519 889 | 68,8 % |
| 2012 | 9 555 893  | 6 446 729 | 67,5 % |
| 2013 | 9 644 864  | 6 357 508 | 65,9 % |
| 2014 | 9 747 355  | 6 292 264 | 64,6 % |
| 2015 | 9 850 452  | 6 225 091 | 63,2 % |
| 2016 | 9 995 153  | 6 109 546 | 61,2 % |
| 2017 | 10 120 242 | 5 993 368 | 59,3 % |
| 2018 | 10 230 185 | 5 899 242 | 57,7 % |
| 2019 | 10 327 589 | 5 817 634 | 56,3 % |
| 2020 | 10 379 295 | 5 728 748 | 55,2 % |
| 2021 | 10 452 326 | 5 633 867 | 53,9 % |
| 2022 | 10 521 556 | 5 563 351 | 52,8 % |
| 2023 | 10 526 524 | 5 484 319 | 52,1 % |
| 2024 | 10 587 710 | 5 426 053 | 51,4%  |

Svenska kyrkans villkor och existens fastställs i Lag om Svenska kyrkan från 1998. Lagen trädde i kraft år 2000, då relationen mellan kyrka och stat ändrades och kyrkan skildes från staten, dock är statschefen fortfarande förpliktigad att tillhöra Svenska kyrkan. Trots Svenska kyrkans förhållandevis höga medlemssiffror, drygt varannan svensk år 2019, deltar omkring fem procent regelbundet i gudstjänster och andakter, en frekvens som varit ungefär densamma sedan gudstjänstbesök började mätas för över hundra år sedan. Totalt 42,1 procent av dem som föds i Sverige döps inom Svenska kyrkan idag mot omkring 80 procent år 1970. Nästan vart tredje par eller 28,9 procent av dem som gifter sig i Sverige väljer att göra det i Svenska kyrkan medan nästan tre fjärdedelar eller 66,2 procent av dem som dör i Sverige har en svenskkyrklig begravning, mot 95,5 procent år 1970. Drygt en procent av Svenska kyrkans medlemmar utträder varje år.

### Frikyrkor

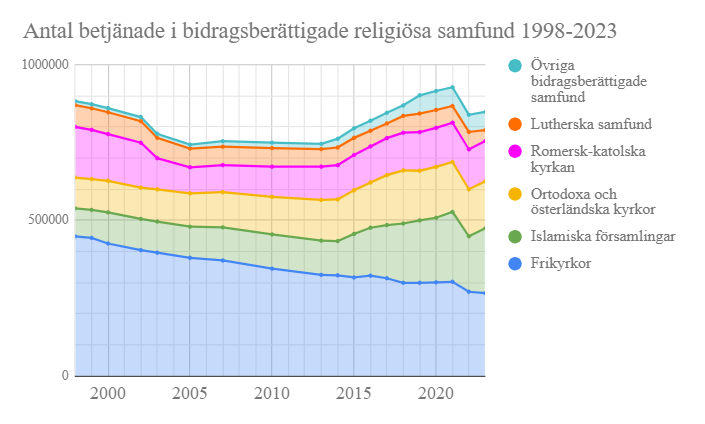
Antal medlemmar och registrerade deltagare över tid i bidragsberättigade trossamfund i Sverige (Svenska kyrkan ingår således inte). Datakälla: SST.

I Sverige har frikyrkliga rörelser uppstått genom pietismen och influenser från utlandet. Beteckningen ”frikyrka” har en historisk förklaring i betydelsen frivillig anslutning till ett kristet trossamfund i motsats till den dåvarande statskyrkan. Antalet etablerade församlingar och medlemmar i äldre frikyrkor i Sverige minskar idag samtidigt som nya frikyrkliga gemenskaper med rötter från hela världen växer fram. Totalt engagerade frikyrkorna år 2018 2,9 procent av befolkningen eller 301 644 personer. Störst år 2018 var Equmeniakyrkan som betjänade 116 043 personer eller 1,12 procent av befolkningen. Equmeniakyrkan bildades år 2012 och är en sammanslagning av Metodistkyrkan, Svenska Baptistsamfundet och Svenska Missionskyrkan. Evangeliska Fosterlandsstiftelsen EFS som uppkom som rörelse inom Svenska kyrkan har 38 251 betjänade. De kristna samfunden såsom lutherska kyrkor, frikyrkor, Katolska kyrkan och ortodoxa och österländska kyrkor har genom Sveriges Kristna Råd ekumeniskt samarbete av olika slag, exempelvis en gemensam ekumenisk del i samfundens olika psalmböcker sedan år 1986.  
Siffror för 2018: 
| Equmeniakyrkan                | 116 043 |
| Pingströrelsen                | 103 198 |
| Evangeliska Frikyrkan (EFK)   | 49 861  |
| Svenska Alliansmissionen      | 18 750  |
| Frälsningsarmén               | 7 700   |
| Sjundedags Adventistsamfundet | 3 584   |
| Bibeltrogna Vänner (ELM)      | 2 508   |
| Summa                         | 301 644 |

### Andra kyrkor
Ortodoxa och österländska kyrkors ekumeniska råd OÖKER med 18 olika grenar har år 2018 totalt 170 273 betjänade. Invandring, mestadels från Polen och forna Jugoslavien, är en av anledningarna till den snabba tillväxten av katolska kyrkan i Sverige som år 2018 har 121 274 betjänade. Vidare har protestantiska kyrkor av utländskt ursprung 13 250 betjänade.
Förutom dessa finns andra kristna samfund som exempelvis Trosrörelsen, Vineyardrörelsen, Maranata, Jehovas Vittnen, mormonerna och flera oberoende församlingar.

## Andra religioner i Sverige
Förutom kristendomen finns flera andra religiösa organisationer representerade i det svenska samhället och erhåller statligt stöd till trossamfund. Till statistiken räknas både medlemmar och icke-medlemmar som regelbundet registreras som deltagare och som tillsammans kallas betjänade. Personer som identifierar sig som exempelvis judar eller muslimer men som inte är medlemmar eller deltar regelbundet i någon religiös verksamhet ingår således inte i statistiken. 

### Judendom
Judarnas historia i Sverige som utövande religion kan spåras tillbaka till 1700-talet och år 2018 betjänade judiska församlingar 7 979 personer medan omkring 20 000 personer i Sverige identifierar sig som judar.

### Buddhism
Antalet buddhister i Sverige uppskattas i april 2020 till runt 57 000. Paraplyorganisation  Sveriges buddhistiska gemenskap (SBG) har mer än 20 medlemsorganisationer från theravada, mahayana och vajrayana grenar. 2005 blev det första godkända trossamfundet som inte hade koppling till de abrahamitiska religionerna. 

### Hinduism
Det finns vidare omkring 25 000 hinduer i Sverige som vanligtvis tillhör en av de tre huvudinriktningarna inom hinduismen, vishnuism, shivaism eller shaktism, samt mindre grupper av zoroastrier, yezidier, aleviter och bahá'íer. 

### Islam
Till följd av immigration ökar idag trossamfund inom vilka många medlemmar och besökare har migrationsbakgrund. Antalet muslimer i Sverige som självidentifierade sig som muslimer var omkring 500 000 personer år 2016. Islam är Sveriges nästa största organiserade religion och den främsta orsaken till islams tillväxt i Sverige är invandring. Islamiska samarbetsrådet (ISR) bestående av sju medlemsförbund har år 2018 190 447 betjänade. Irak domineras av islam, men irakier som har flytt till Sverige (åtminstone fram till 2015) tillhör till stor del familjer som varit kristna sedan flera generationer tillbaka.

### Övriga religioner
Bland övriga religiösa och så kallade nyreligiösa rörelser finns de som praktiserar exempelvis modern asatro, traditionell samisk schamanism och andra så kallade naturreligioner.